# Kozluk, Kale
Kozluk là một xã thuộc huyện Kale, tỉnh Malatya, Thổ Nhĩ Kỳ. Dân số thời điểm năm 2011 là 132 người.